# 루이 라모스
루이 라모스(일본어: ラモス瑠偉, 1957년 2월 9일, 브라질 리우데자네이루 ~ )는 일본의 전 축구 선수, 축구 지도자(JFA 공인 S급 코치), 풋살 선수, 배우이다. 1989년 일본으로 귀화했으며 원래 이름은 후이 곤사우베스 하무스 소브리뉴(포르투갈어: Ruy Gonçalves Ramos Sobrinho)이다. 애칭 '카리오카'는 '리우 사람'이라는 뜻으로 출신지에서 유래했다. 장남은 축구 지도자인 라모스 파비아노, 큰딸은 가수인 FABiANA이다.
'36세 85일' 때 기록한 일본 축구 국가대표팀 최고령 득점 기록(2018년 기준)을 가지고 있다.

## 선수 경력

### 브라질 시절
1957년 2월 9일 브라질의 리우데자네이루에서 70-80킬로미터 정도 떨어진 멘데스라는 작은 마을에서 축구를 좋아하는 공인회계사인 아버지 후벤과 어머니 마리아가 있는 하모스 가의 5남 1녀 중 넷째로 출생했다. 아버지는 축구를 매우 좋아했지만 엄마는 축구를 좋아하지 않아서 아들 후이의 축구 사랑을 한탄하였다. 집 근처에는 축구 클럽이 있어서 축구에 몰두했다. 형들과 섞여서 공터나 도로에서 공을 차며 정기 순회 로 방문하는 축구 클럽의 선택을 여러 차례 받았으나 모두 불합격했다.
1966년, 9세 때 아버지가 타계하여 큰 충격을 받았고, 아버지의 죽음을 받아들이지 못해서 분개하고 잠시 가출하기도 했다. 당시 살던 집이 아버지가 회계사를 다녔던 회사의 사택이어서 아버지의 사망에 따라 리우에서 상파울루에 살던 숙모의 집으로 이사했다. 1975년, 고교 2학년 때는 어머니가 후이의 광기에 질릴 정도로 연일에 걸쳐 많은 경기에 참가했다. 모두 축구에 대한 열정과 프로가 되어서 돈을 벌고 싶다는 생각에서였다. 고등학교를 중퇴하면서 대부분의 시간을 축구와 아르바이트에 전념하고 아마추어 대회 등에 참가했다. 그러나 외형이 마르다는 이유로 대부분 문전박대당했다. 18세 끝무렵에 당시 상파울루 주 1부 리그 중위에서 하위에 위치하고 있던 사드 FC에 입단했다.

### 일본 시절
1977년 1월, 19세 때 당시 요미우리 축구 클럽(현 도쿄 베르디)에서 뛰던 요나시로 조지에게 스카우트되었다. 어머니는 "미쳤어"라며 아들 후이의 일본행을 개탄하며 거세게 반대했다.

## 국가대표팀 경력
그는 1990년 아시안 게임에 참가할 일본 국가대표팀에 발탁되었으며, 9월 26일 방글라데시와의 경기에서 데뷔했다. 1992년 AFC 아시안컵, 1995년 킹 파흐드컵에도 출전했다. 1992년 아시안컵 우승에 기여했다. 그는 1995년까지 국제 A매치 통산 32경기에 출전, 1득점을 넣었다.

## 통계
| 일본 | 일본 | 일본 |
| 연도 | 출전 | 득점 |
| ---- | ---- | ---- |
| 1990 | 3    | 0    |
| 1991 | 2    | 0    |
| 1992 | 10   | 0    |
| 1993 | 14   | 1    |
| 1994 | 0    | 0    |
| 1995 | 3    | 0    |
| 통산 | 32   | 1    |

## 수상 내역
일본 축구 국가대표팀
- AFC 아시안컵 : 우승 (1992)